# Kostas Varnalis
Kostas Varnalis (in greco: Κώστας Βάρναλης) (Burgas, 14 febbraio 1884 – Atene, 16 dicembre 1974) è stato un poeta e scrittore greco.
Egli scrisse poemi, saggi di critica, opere di narrativa ed effettuò traduzioni. Nel 1959 ottenne il Premio Lenin per la pace.

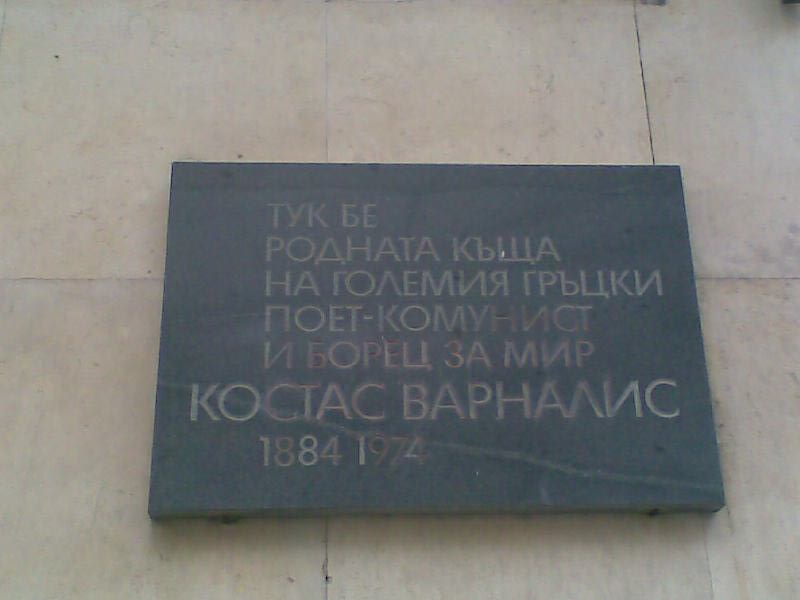

## Biografia
Il suo cognome "Varnalis" rivela che la sua famiglia era originaria di Varna in Bulgaria, città dove viveva una folta colonia greca -ill cognome di suo padre era Boubous.  Egli ricevette la sua educazione di base alla scuola normale di Zarifeia a Filippopoli. Con il sostegno del Metropolita d'Aghialos, Varnalis si trasferì ad Atene per studiare filologia greca. Si laureò nel 1908 e cominciò la sua attività di docente, inizialmente alla scuola normale greca di Burgas, in seguito in Grecia, insegnando tra l'altro all'Accademia Pedagogica Superiore di Atene. Nel 1919 si recò a Parigi come borsista per seguire corsi di filosofia, filologia e sociologia.
Fu allora che si avvicinò al marxismo e al materialismo dialettico. In quegli anni mutò il suo punto di vista sulla poesia sia a livello teorico che pratico. Per molti anni lavorò come professore nelle scuole e come giornalista. Fu infatti collaboratore di numerose riviste ed enciclopedie tra cui la Grande Enciclopedia Greca. Morì ad Atene il 16 dicembre 1974.

## Opere
Le sue opere sono scritte in greco moderno, esse si caratterizzano per la fantasia lirica e la satira, con uno spiccato interesse per l'uomo moderno.
Composizioni poetiche
- Il pellegrino (1919)
- La luce che brilla (1922) con lo pseudonimo di Dimos Tanalias.
- Gli schiavi assediati (1927)

Raccolte di poesie
- Le cialde (1905)
- Poetiche (1956)
- Il mondo libero (1965)
- Rabbia popolare (1975)

Opere in prosa e saggi critici
- Il mondo degli eunuchi (1923) con lo pseudonimo di Dimos Tanalias.
- Solomos senza metafisica (1925)
- Le vera apologia di Socrate (1931) (in italiano: La vera apologia di Socrate, trad. di Gianni Schilardi, Lecce, Argo, 1994)
- Persone reali (1938)
- Il giornale di Penelope (1947)
- Prosa (1957)
- Solomika (1957)
- Estetiche critiche A e B (1958)
- Persone viventi e reali (1958)
- Le dittature (1965)
- Memorie filologiche (1980)

Teatro
- Attalo Terzo (1972)

Traduzioni
- Aristofane, Le vespe
- Aristofane, Le donne al parlamento
- Aristofane, I cavalieri
- Aristofane, Lisistrata
- Aristofane, Pluto
- Euripide, Ippolito
- Euripide, Le Troiane
- Canzoni cinesi
- Molière, Il misantropo